# Schlacht von Agnadello
Liga von Cambrai (1508–1510) 

Agnadello – Padua – Polesella – Mirandola
Heilige Liga (1510/11–1516) 

Brescia – Ravenna – Navarra – St. Mathieu – Novara – Guinegate – Dijon – Flodden Field – La Motta – Marignano
Vertrag von Noyon – Vertrag von Brüssel
Die Schlacht von Agnadello am 14. Mai 1509, auch Schlacht von Vailà genannt, war die Hauptschlacht im Krieg der Liga von Cambrai. In ihr versuchte die Republik Venedig den Vorstoß Ludwigs XII. von Frankreich, der von Westen über die Adda gegen ihre Festlandbesitzungen geführt war, aufzuhalten. Im Ausgang der Schlacht stand ein perfekter Sieg der Franzosen.

## Vorgeschichte

### Festlandsexpansion der Republik Venedig
Bezieht man den Krieg auf älteste Vorgänge, so wandte er sich gegen die venezianische Expansion seit Beginn des 15. Jahrhunderts. So hatte Venedig auf dem Gebiet des Reiches die alten Stadtsignorien von Padua, Vicenza und Verona an sich gebracht, auf dem Gebiet der Kirche Ravenna und Cervia sowie zuletzt mit dem Frieden von Bagnolo und dem Krieg gegen das Herzogtum Ferrara das so genannte Polesine von Rovigo. Vor allem jedoch hatte die Republik im Zuge der Italienischen Kriege, die die Apenninhalbinsel seit spätestens etwa 1504 im Zustand der Aufteilung zwischen Frankreich und Spanien hinterlassen hatten, oftmals Nutzen aus Bundesgenossendiensten gezogen und gewissermaßen den lachenden Dritten gespielt: 1495 hatte sie die apulischen Küstenstädte um Otranto erhalten und 1499 die Kommunen der Ghiaradadda in der Lombardei. 1503/04 konnte Venedig Rimini und Faenza in den Gebieten des Kirchenstaates an sich bringen.
Seit 1499 hatten die Venezianer maßgeblich von ihrem Bündnis mit Ludwig XII. profitiert, weil sie den geostrategischen Wert trugen, nach seiner Eroberung des Herzogtums Mailand die von dem römisch-deutschen König Maximilian I. ausgehenden Requisitionsforderungen abzuwehren: Indem sie die Veroneser Klause verlegten, wirkten die Venezianer wie eine Alpensperre. Nach dem Waffenstillstand von Lyon von 1504 waren sie gegenüber Frankreich stabilisiert, sofern sie sich durch die bis zu diesem Zeitpunkt in Süditalien siegreichen Spanier stützen lassen konnten.
Obwohl die Italienischen Kriege durch die Gegenwart Frankreichs und Spaniens neue Verhältnisse geschaffen hatten, wirkte aus dem 15. Jahrhundert der Vorwurf fort, die Venezianer strebten nach der Monarchia d’Italia, also nach der Alleinherrschaft oder Hegemonie auf der Apenninhalbinsel. Berechtigt beispielsweise noch 1482, hatte diese Rhetorik Veränderungen noch nicht erfasst.

### Liga von Cambrai: Einigung der Feinde
Maximilian wehrten die Venezianer im Bündnis mit Frankreich noch in der ersten Jahreshälfte 1508 an den Alpen ab, überstürzten jedoch mit einem Waffenstillstand, der, so der Vorwurf, ohne das führende Wort Ludwigs XII. abgeschlossen worden war. Daher war auch von französischer Seite der Vorwand gegeben, dass die großen Fürsten der Christenheit ihre Gegensätze auf Kosten der Venezianer beilegten bzw. die Republik als gemeinsamen Feind entdeckten: Die Liga von Cambrai einte offiziell Ludwig XII., Maximilian I. und Ferdinand den Katholischen und nahm zum offiziellen Ziel, die Venezianer vor einem gemeinsamen Türkenkreuzzug zu überwinden, auf dass sie nicht mehr gleichsam im Rücken der streitenden Christenheit profitieren könnten. Die territorialen Ziele richteten sich auf den jeweiligen Schaden von Vorjahrhundert und Vorjahren und bezogen auch Papst Julius II. ein, obwohl er nicht unter den Vertragskontrahenten zu finden und im Augenblick des Abschlusses eher überspielt worden war.

## Kriegsbewegungen

### Aufzug
Die Venezianer führten Bartolomeo d’Alviano und Nicola di Pitigliano Orsini in ihren Diensten. Allerdings waren sie in sich uneins, ob sie die von Westen zu erwartenden Franzosen in der Tiefe ihrer Festlandsbesitzungen erwarten oder mit einem eigenen Stoß über die Adda angreifen sollten. Im Ergebnis stand ein Kompromiss, der weder den einen noch den anderen Weg nahm: Die venezianische Armee bezog zwischen Treviglio und Rivolta d’Adda eine gute Stellung am linken Ufer der Adda. Dabei konnte der Oberbefehlshaber auf 20.000 Fußsoldaten, dazu 2.000 Geharnischte, 3.000 Mann Kavallerie und 60 Geschütze zurückgreifen. Die Soldaten bestanden aus Venezianern und Söldnern.
Ludwig XII. war mit seinem angreifenden Heer zahlenmäßig in jeder Hinsicht überlegen. Er konnte von seinem Ausgangspunkt in Mailand auf 106 Geschütze, dazu 12.000 Fußsoldaten aus Frankreich und Italien, 6.000 Schweizer und etwa 14.000 Reiter zurückgreifen. Allerdings wusste er, dass seine Schweizer und die Reiterei nur auf ebenem Gelände erfolgreich kämpfen konnten, aber die Stellungen der Venezianer waren für eine Attacke nicht ideal, so dass er mit einem guten Manöver seine taktische Ausgangsposition verbessern wollte.

### Schlacht
Die Schlacht lässt sich in drei Abschnitte einteilen:
Zuerst setzte Ludwig XII. sein Vorhaben um, indem seine linke Flanke bogenförmig am linken Ufer der Adda die Venezianer umgehen und bis zu deren Verbindungslinie vorstoßen sollte. Als dies von den Venezianern bemerkt wurde, zogen sie ihre Truppen unter dem Schutz einer großen Arkebusiernachhut zurück.
Zunächst marschierten die französische Vorhut und die venezianische Nachhut, voneinander unbemerkt, fast parallel in Richtung Agnadello. Dort erspähten die Venezianer den Gegner zuerst und postierten ihre Einheiten in dem ausgetrockneten Bett eines Waldbaches, das von einem Damm umsäumt war. Gleichzeitig wurden Geschütze auf dem Damm aufgestellt und Verstärkung angefordert.
Zuerst griff die Schweizer Vorhut die venezianische Nachhut aus der Marschordnung an, dann versuchten es die Geharnischten über die Weinberge, jedoch wurden beide Angriffe durch das Feuer der venezianischen Artillerie und Arkebusen blutig zurückgeschlagen. Das Gelände mit Weinbergen und Bäumen war ideal für die Verteidiger.
Den Befehl missachtend, sich zurückzusetzen, und ohne die angeforderte Verstärkung, setzte nun der venezianische Befehlshaber mit seiner Nachhut der französischen Vorhut nach. Durch das Gelände begünstigt, hatte seine Aktion zuerst Erfolg, als jedoch die Ebene erreicht wurde, wurden die Angreifer von der französischen Hauptmasse von Schweizern und Geharnischten attackiert. Diese konnten die Venezianer nun in dem für sie günstigen Gelände dank ihrer Überzahl besiegen.
Das vom französischen König beabsichtigte Manöver wurde somit, wenn auch verspätet, umgesetzt. Die venezianischen Streitkräfte gerieten noch mehr ins personelle Hintertreffen. Die Hauptgruppe der venezianischen Streitkräfte zog sich nach Verona zurück, ohne der gegnerischen Armee weiter Widerstand zu leisten.

## Folgen
Nach der Schlacht brachen die Festlandsbesitzungen der Venezianer unter dem Einströmen von Franzosen und Deutschen zusammen. Allerdings wandte sich das Blatt im Spätjahr 1509 zugunsten der Venezianer, weil sich Ludwig XII. und Maximilian zerstritten und Julius II. einen Bündniswechsel gegen Frankreich vorbereitete. Letzteres führte in die Heilige Liga von 1511.